# István Szabó
István Szabó [ˈiʃtvaːn 'sɒboː] (Budapest, 18 de febrer de 1938) és un director de cinema hongarès.

## Vida
István Szabó és fill d'un matrimoni jueu format pel metge István Szabó i la seva esposa Maria. La família va poder sobreviure l'holocaust gràcies a amics que els van saber mantenir ben amagats.
Durant els anys 1960 i 1970 el peculiar cinema de Szabó va explorar en general les experiències de la seva pròpia generació i de la història recent d'Hongria, tot guanyant popularitat al seu país. Pertanyen a aquest període pel·lícules com per exemple Apa (El pare, 1966), Szerelmesfilm (Una pel·lícula d'amor, 1970) o Tűzoltó utca (El carrer dels bombers 25, 1973).
No és fins al 1980 quan Szabó va aconseguir el seu primer reconeixement internacional i, amb la seva pel·lícula Bizalom, va guanyar l'Os de Plata a la millor direcció de la 30a edició de la Berlinale. Al mateix any, amb la pel·lícula Der Grüne Vogel (L'ocell verd), protagonitzada per l'actriu alemanya Hannelore Elsner, Szabó aconseguia produir la seva primera pel·lícula amb capital estranger.
El providencial finançament alemany del seu cinema li aportaria més endavant èxits com la seva aclamada i premiada triologia Mephisto (1981), Oberst Redl (Coronel Redl, 1985) i Hanussen (1988), totes tres protagonitzades per l'actor austíac Klaus Maria Brandauer i amb les quals el cinema de Szabó va assolir una popularitat i un reconeixement internacional manifestat amb l'Oscar a la millor pel·lícula de parla no anglesa i el premi al millor guió del Festival Internacional de Cinema de Canes per a Mephisto, els dos trofeus més destacats de la llarga sèrie de premis i nominacions amb les quals va comptar la triologia.
A partir dels anys 1990 Szabó va donar un nou gir al seu cinema al començar a produir pel·lícules de parla anglesa amb les quals va obtenir un èxit que no obstant no va igualar el seu aclamat cinema alemany protagonitzat per Klaus Maria Brandauer. A la pel·lícula Meeting Venus (1991) la van seguir Sunshine (1999), Taking Sides (2001) i Coneixent la Julia (2004), amb la qual l'actriu Annette Bening va obtenir una nominació als oscars.
El 2006 la revista hongaresa Élet és irodalom (Vida i litaratura), mitjançant un article del periodista András Gervai, va tacar l'expedient del cineasta hongarès al destapar que Szabó, en la seva època d'estudiant als anys 1950, havia format part de la Államvédelmi Hatóság o AVH, la policia secreta del règim comunista hongarès. La seva tasca consistia a elaborar informes sobre els seus col·leges universitàris i de l'escola d'art i cinema.

## Filmografia
- 1963: Te, curtmetratge
- 1964: Álmodozások kora, (L'edat de somniar)
- 1966: Apa (El pare)
- 1970: Szerelmesfilm (Una pel·lícula d'amor)
- 1973: Tüzoltó utca 25 (El carrer dels bombers 25)
- 1976: Budapesti mesék (Llegenda de Budapest)
- 1980: Bizalom
- 1980: Der grüne Vogel (L'ocell verd)
- 1981: Mephisto
- 1985: Colonel Redl (Coronel Redl)
- 1988: Hanussen
- 1991: Cita amb Venus (Meeting Venus)
- 1992: Édes Emma, drága Böbe (dolça Edes, estimada Böbe)
- 1999: Sunshine
- 2001: Prendre partit (Taking Sides)
- 2002: Ten Minutes Older
- 2004: Coneixent la Julia (Being Julia)
- 2006: Rokonok

## Premis
- 1980: Os de Plata a la millor direcció per Bizalom.
- 1981: Premi al millor guió (Festival de Canes) per Mephisto.
- 1985: Premi del Jurat per Colonel Redl.
- 1986: BAFTA a la millor pel·lícula de parla no anglesa per Colonel Redl.
- 1992: Premi Especial del jurat per Édes Emma, drága Böbe - vázlatok, aktok
- 1997: Premi Corvinus-Preis de l'Institut Europeu de Budapest
- 2008: Premi Undine per la seva trajectòria cinematogràfica